# تینیا کروریس
خارش ژوک (jock itch) یا تینیا کروریس (tinea cruris) یکی از شایع‌ترین عفونت‌های قارچی پوست است و به‌صورت عفونت سطحی و همراه با خارش ناحیه کشاله ران و پوست مجاور آن است و باعث ایجاد جوش‌های خارشدار، قرمزرنگ و حلقه‌ای شکل در نقاط گرم و مرطوب بدن می‌شود.

## عامل بیماری
قارچ‌هایی که معمولاً موجب خارش ژوک می‌شوند، تریکوفیتون روبروم نام دارند. این قارچ‌ها همچنین موجب عفونت قارچی انگشتان و بدن می‌شوند. در زیر میکروسکوپ این قارچ‌ها شفاف، شاخه شاخه، با رشته‌های میله‌ای شکل یا هیف (ساختاری شبیه لوله) به نظر می‌رسند. عرض هیف‌ها در تمام طول یکنواخت است که به تمایز آن از مو که در انتها نوک تیز می‌شود، کمک می‌کند. بعضی از هیف‌ها حباب‌هایی در دیواره‌های داخلی‌شان می‌سازند که این هم باعث تفکیک آن‌ها از مو می‌شود. در اکثر موارد این قارچ تنها در سلول‌های مرده اپیدرم (لایه بیرونی پوست) ساکن است.
در این بیماری پوست ناحیه تناسلی معمولاً درگیر نمی‌شود اما در موارد شدید می‌تواند پوست ناحیه باسن و اطراف مقعد را درگیر کند. در اثر خاراندن فراوان توسط بیمار می‌تواند تغییرات ثانویه مانند ضخیم شدن پوست ناحیه و نیز عفونت باکتریایی زردزخم به عفونت قارچی کشاله ران اضافه شود و نیز به دنبال مصرف بیجا و خودسرانه کرم‌های کورتونی به اشتباه توسط بیمار، ضایعات قرمزتر و پوسته‌ها کمتر شده و جوش‌های چرکی (پوسچول) ممکن است به‌وجود آیند.

## نشانه‌ها
خارش ژوک معمولاً با قرمز شدن یک ناحیه از پوست شروع شده، به صورت نیمه هلال از قسمت داخلی کشاله ران به سمت قسمت بالایی ران گسترش می‌یابد. در اغلب موارد جوش‌ها خارش یا سوختگی دارند و پوست پوسته پوسته یا فلس مانند می‌شود. در موارد حاد می‌تواند ضایعات خیس و مترشحه باشد و در موارد مزمن خشک و تیره‌تر و پوسته‌ها کمتر است.

## علل
دلیل ایجاد خارش ژوک یک نوع قارچ است که واگیردار بوده و توسط آلاینده‌هایی مانند حوله‌های آلوده و ملافه‌های هتل‌ها یا از سایر مناطق آلوده بدن مانند قارچ دست و پا و ناخن به کشاله ران منتقل می‌شود. قارچ ایجادکننده خارش ژوک می‌تواند باعث به وجود آمدن بیماری «پای ورزشکاران» (athlete’s foot) نیز شود.

## عوامل تشدید
موجودات زنده‌ای که باعث خارش ژوک می‌شوند در محیط مرطوب و بسته رشد می‌کنند. محیط‌های گرم و مرطوب عرق زا باعث گسترش آنها می‌شوند، چراکه تعرق باعث از بین رفتن روغن‌های کشنده قارچ و نفوذپذیری بیشتر پوست به عفونت می‌شود.
مردان احتمال آلودگی بیشتری دارند اگرچه خانم‌ها نیز می‌توانند مبتلا شوند. (در مردان سه برابر شایع‌تر از خانم‌ها) مسافرت به یک منطقه آفتابی و ساحلی، پوشیدن مایو و لباس شنا برای مدت طولانی، پوشیدن لباس‌های مشترک با دیگران، شرکت در فعالیت‌های ورزشی، چاقی، دیابت از عوامل خطرساز ابتلا به این بیماری هستند.
همچنین زندانیان، اعضای تیم‌های ورزشی، سربازان و نیروهای نظامی و افرادی که لباسهای تنگ می‌پوشند در معرض عفونت قارچی کشاله ران هستند.

## آزمایش‌ها و تشخیص بیماری
در اکثر موارد، پزشک با نگاه کردن به جوش‌ها به سادگی می‌تواند خارش ژوک را تشخیص دهد ولی به منظور تشخیص دقیق، متخصصین پوست آزمایش تشخیصی اسمیر KOH قارچ را برای بیمار می‌نویسند که به‌صورت نمونه‌گیری ساده از پوسته‌های ناحیه درگیر در آزمایشگاه و مشاهده مستقیم با میکروسکوپ است. ضروری است که بیمار قبل از نمونه‌گیری استحمام نکرده باشد و محل ضایعه حداقل به مدت ۴ روز شسته نشده باشد و از کرم یا داروهای موضعی در محل ضایعات سطحی استفاده نکرده باشد چراکه در غیر این صورت تشخیص اشتباه یا غیرممکن خواهد بود.
برای نمونه اگر فرد قبل از آزمایش از کرم استفاده کرده باشد باعث پوشانیده شدن ضایعه شده و در زیر میکروسکوپ چیزی دیده نخواهد شد؛ بنابراین اگر چنین شرایطی وجود داشت بایستی نمونه‌گیری را چند روز بعد دوباره انجام داد.

## درمان و دارو
درمان موارد بدون عارضه قارچ کشاله ران با کرم‌های موضعی ضد قارچ به مدت حداقل دو هفته انجام می‌پذیرد اما در موارد شدید و وسیع و مقاوم به درمان از درمان‌های خوراکی ضد قارچ نیز استفاده می‌شود. از آنجا که حدود نیمی از موارد قارچ کشاله ران به‌طور همزمان عفونت قارچ پا را نیز دارند ضروری است که جهت جلوگیری از عفونت مجدد، سایر مناطق درگیر نیز درمان شوند. اگر، علاوه بر خارش ژوک دچار پای قهرمان نیز هستید، هر دو را همزمان درمان کنید. این کار خطر عود کردن آن‌ها را کاهش می‌دهد.

## پیشگیری
استفاده از پودر در اطراف ناحیه کشاله ران از رطوبت بیش از حد جلوگیری می‌کند. اگر تعرق زیاد دارید، حداقل یک بار در روز لباس زیر را عوض کنید. لباس‌های ورزشی را پس از هربار مصرف بشورید. در هوای گرم و مرطوب برای مدت زمان طولانی لباس ضخیم نپوشید. از پوشیدن لباس‌های تنگ پرهیز کنید و به‌جای شورت‌های کوتاه، شورت‌های پاچه‌دار بپوشید. اجازه ندهید دیگران از لباس، حوله یا دیگر وسایل شخصی شما استفاده کنند. از قرض گرفتن وسایل دیگران نیز خودداری کنید.
به بیماران توصیه می‌شود که پس از استحمام کاملاً ناحیه کشاله ران را خشک کنند و از حوله‌های مجزا جهت خشک کردن کشاله ران و سایر مناطق بدن استفاده کنند.
در موارد عفونت همزمان قارچ پا جهت جلوگیری از انتقال مستقیم عفونت در زمان لباس پوشیدن بهتر است فرد ابتدا جوراب و سپس لباس زیر خود را به تن کند. به افراد چاق با عفونت قارچی کشاله ران کاهش وزن توصیه می‌شود.